# Mazatekisch
Mazatekisch (Ha shuta enima) ist eine indigene Sprache in Mexiko bzw. eine Gruppe nahe miteinander verwandter Sprachen, gesprochen von der Ethnie der Mazateken. Sie gehört zur Sprachfamilie der Otomangue-Sprachen.
Mazatekisch wird laut Volkszählung von 2020 von etwa 237.000 Menschen insbesondere im Norden des Bundesstaats Oaxaca sowie in geringer Anzahl in den Bundesstaaten Puebla und Veracruz gesprochen. Auf Grund der geographischen Zersplitterung des Sprachgebiets gibt es stark voneinander abweichende regionale Varianten. SIL International unterteilt das Mazatekische in acht Einzelsprachen.
Wie andere Otomangue-Sprachen ist auch Mazatekisch eine Tonsprache.